# Бения
Бения сетчатая (лат. Behnia reticulata) — единственный вид цветковых растений монотипного рода Бения (Behnia) подсемейства Агавовые (Agavoideae), семейства Спаржевые (Asparagaceae).
Назван именем немецкого анатома и зоолога Вильгельма Бена (нем. Wilhelm Behn; 1808—1878).

## Описание
Многолетнее растение.
Стебли голые, тонкие, деревянистые, обильно ветвящиеся.
Листья очередные, сидячие, овальные, острые, широко округлые в основании.
Цветки беловато-зелёные, тычинок 6, завязь трёхгнёздная.
Плод — зелёно-жёлтая ягода диаметром 9—13 мм, до 15 мм. Свежеизвлеченные из плода семена имеют светлую коричневую или жёлтую окраску, затем на воздухе темнеют и становятся тёмно коричневыми.

## Распространение
Растёт в подлеске из вечнозелёных лесов на высоте до 2000 м. Ареал рода находится в Южной Африке и охватывает Малави, Мозамбик, Зимбабве, Свазиленд и ЮАР (кроме западной части страны).